# Universiteit van Indiana
De Universiteit van Indiana (Indiana University, IU) is de universiteit van de Amerikaanse staat Indiana. IU wordt beschouwd als een van de beste niet-particuliere universiteiten in de Verenigde Staten. Zo noemde het tijdschrift Time de universiteit College of the Year in 2001.
IU werd in 1820 gevestigd door de staat Indiana als de State Seminary. De naam werd in 1828 veranderd in Indiana College en in 1838 in het huidige Indiana University. Sinds 1909 is de universiteit lid van de Association of American Universities.
De universiteit heeft bijna 100.000 studenten verspreid over negen campussen. De hoofdcampus is in Bloomington, met zo'n 40.000 studenten. Twee campussen worden gedeeld met Purdue University.
De Jacobs School of Music van IU wordt beschouwd als een van de beste muziekscholen ter wereld. Het Kinsey Institute for Research in Sex, Gender and Reproduction van IU werd in 1947 gevestigd door de seksuoloog Alfred Kinsey. In 1948 en 1954 publiceerde het instituut de destijds zeer controversiële Kinseyrapporten, die een onthullende inkijk gaven in menselijke seksualiteit.
De sportteams van IU staan bekend als de Indiana Hoosiers. Het basketbalteam is een van de beste universiteitsteams van het land en heeft vijf nationale kampioenschappen gewonnen. Ook het voetbalteam is een van de beste van de VS en heeft zeven keer de nationale titel behaald. IU is lid van de universitaire sportliga Big Ten Conference.
De Little 500-wielrenwedstrijd wordt jaarlijks in het voetbalstadion van IU in Bloomington gehouden. De Oscarwinnende film Breaking Away (1979) volgt een groep tieners in Bloomington die deelnemen aan de Little 500. De film werd deels opgenomen op de IU-campus in Bloomington, waaronder het voormalige American football-stadion.
IU heeft twee eigen radiozenders (WFIU en WIUX), twee televisiezenders (WTIU en IUSTV), de dagelijkse krant Indiana Daily Student en een eigen uitgeverij, Indiana University Press.

## Campussen
- Bloomington
- Fort Wayne
- Richmond
- Kokomo
- Gary
- South Bend
- New Albany
- Indianapolis (campus gedeeld met Purdue University)
- Columbus (campus gedeeld met Purdue University)

## Bekende studenten
- Joshua Bell, violist
- Arnoud Boot, econoom
- Angelique Cabral, actrice
- Hoagy Carmichael, zanger en componist van Stardust en Georgia on My Mind
- Theodore Dreiser, schrijver
- Joost Eerdmans, Nederlands politicus
- Robert Gates, minister van defensie, voormalig CIA-directeur
- Gary Hall, Olympisch zwemkampioen
- Booker T. Jones, muzikant
- Jim Jones, sekteleider
- Jamal Khashoggi, journalist
- Kevin Kline, acteur
- Arian Moayed, acteur
- Paul O'Neill, voormalig minister van financiën
- Mike Pence, verkozen als vicepresident van de Verenigde Staten
- Vesto Slipher, astronoom
- Douglas Soltis, botanicus
- Mark Spitz, Olympisch zwemkampioen
- János Starker, cellist
- William Thomson, componist
- Jimbo Wales, oprichter van Wikipedia
- Robert James Waller (als promovendus), romanschrijver, econoom
- James Watson, Nobelprijswinnaar, ontdekker van de structuur van DNA
- David Wolf, astronaut

## Bekende medewerkers
- Joshua Bell, violist
- Peter Crane, botanicus
- Douglas Hofstadter, won een Pulitzerprijs voor Gödel, Escher, Bach: an Eternal Golden Braid
- Alfred Kinsey, seksuoloog
- Ellen Laan, seksuoloog
- Salvador Luria, microbioloog, Nobelprijswinnaar
- Hermann Joseph Muller, geneticus en zoöloog, Nobelprijswinnaar
- Jeffrey Palmer, botanicus
- Barbara Pickersgill, botanica
- Robert Samson, mycoloog
- Elizabeth Scarborough, psychologe
- Thomas Sebeok, semioticus en taalkundige
- Burrhus Skinner, psycholoog
- János Starker, cellist
- Maria Wonenburger, wiskundige, hoogleraar
- Iannis Xenakis, componist

## Afbeeldingen

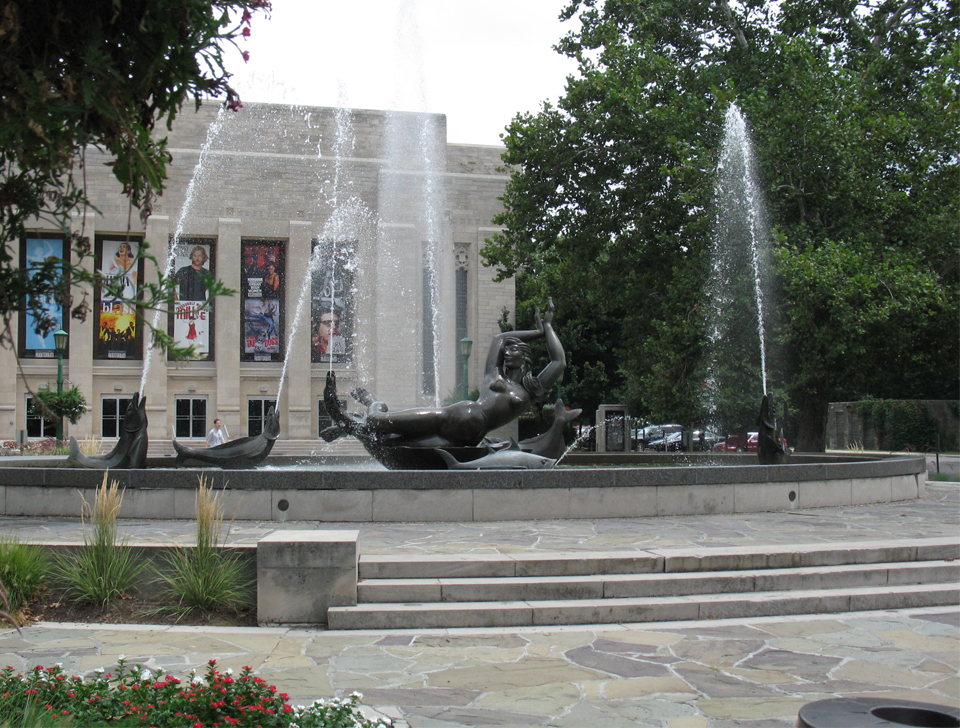
Fontein voor het Indiana University Auditorium
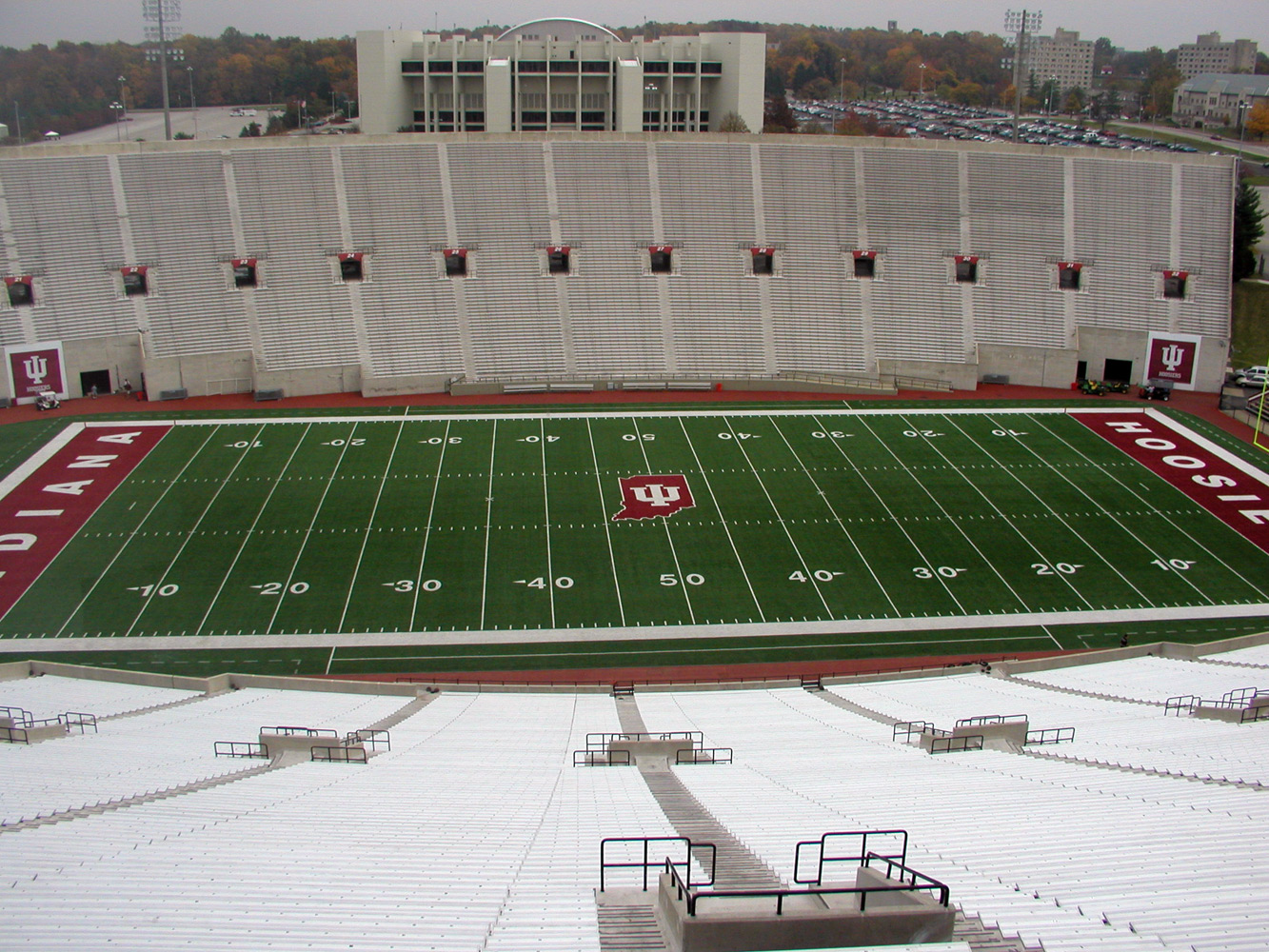
Het American football-stadion Memorial Stadium
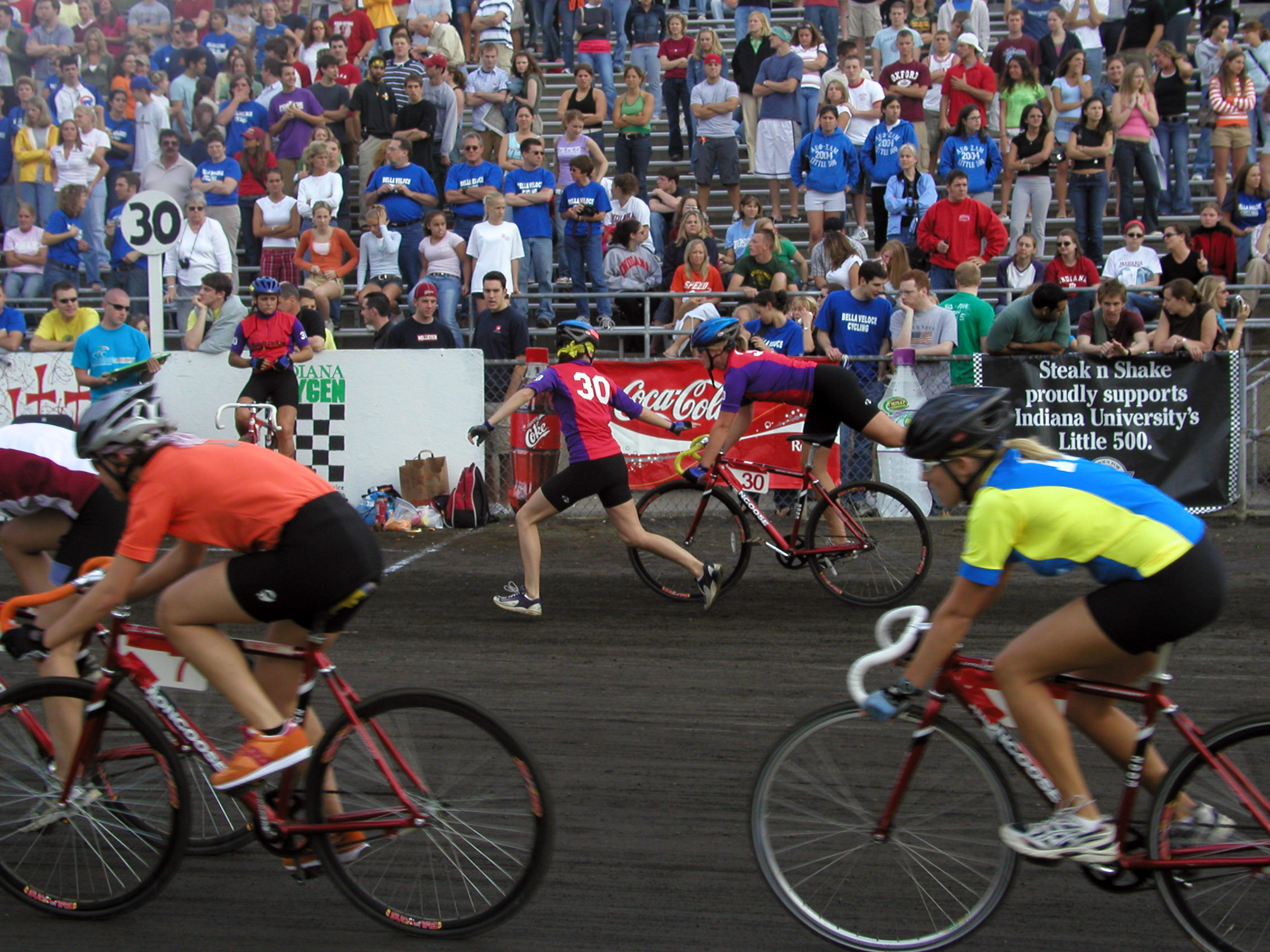
De wielrenwedstrijd Little 500